# سولیتسه (جمهوری چک)
سولیتسه (به چکی: Sulice) یک منطقهٔ مسکونی در جمهوری چک است که در ناحیه پراگ-شرق واقع شده‌است. سولیتسه ۹٫۸۷ کیلومتر مربع مساحت و ۱٬۳۸۷ نفر جمعیت دارد و ۴۴۵ متر بالاتر از سطح دریا واقع شده‌است.

## نگارخانه

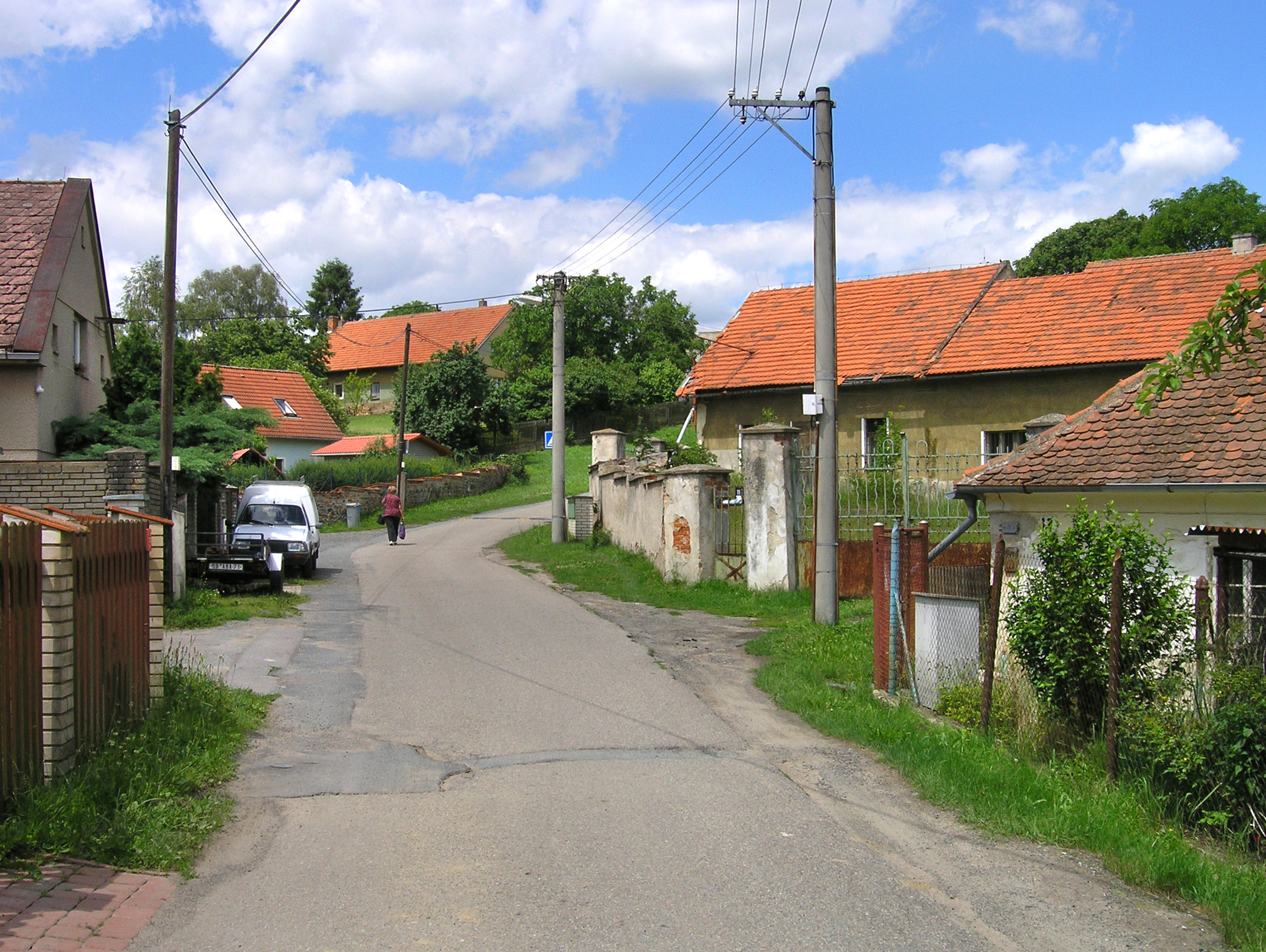
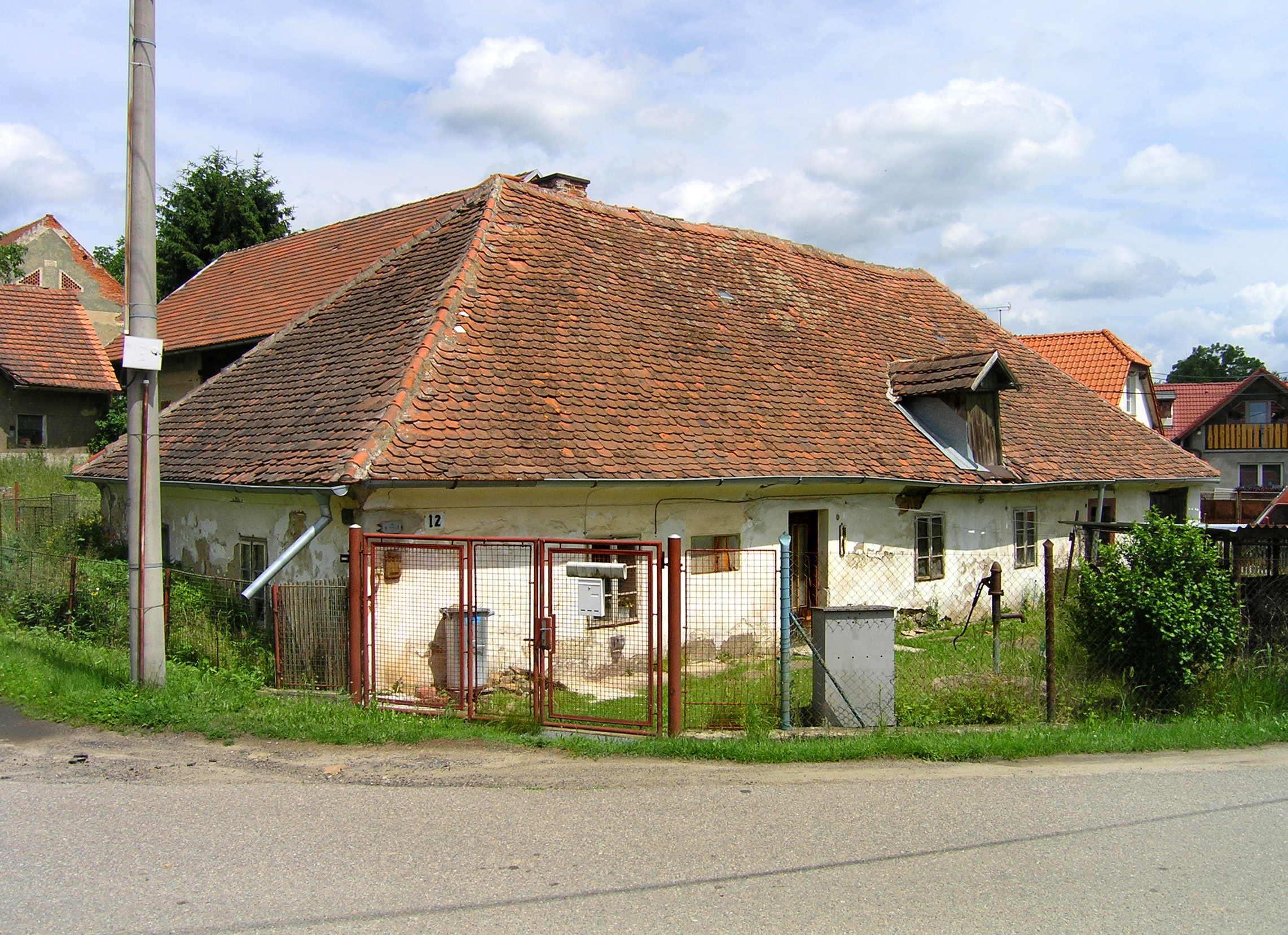
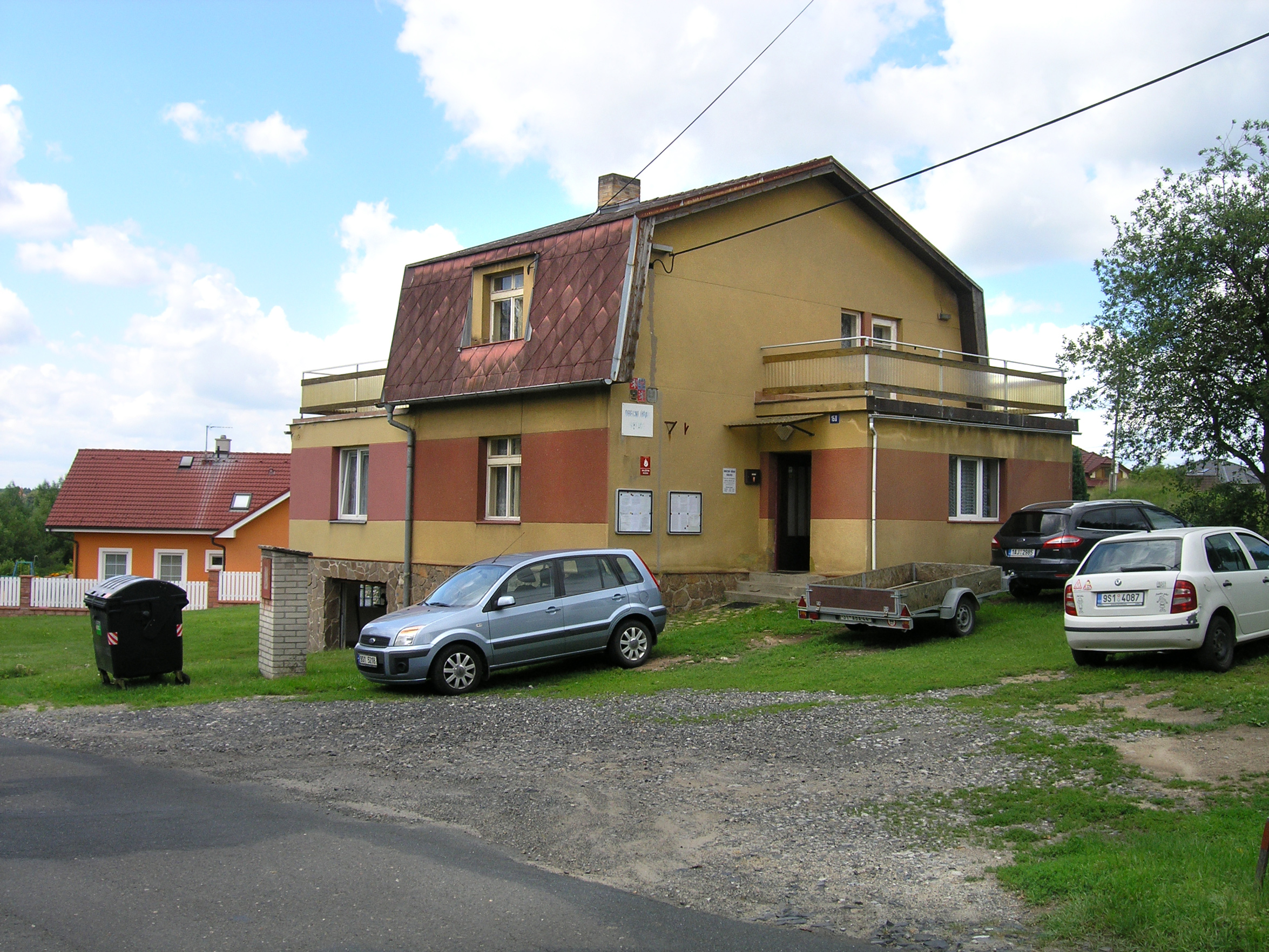
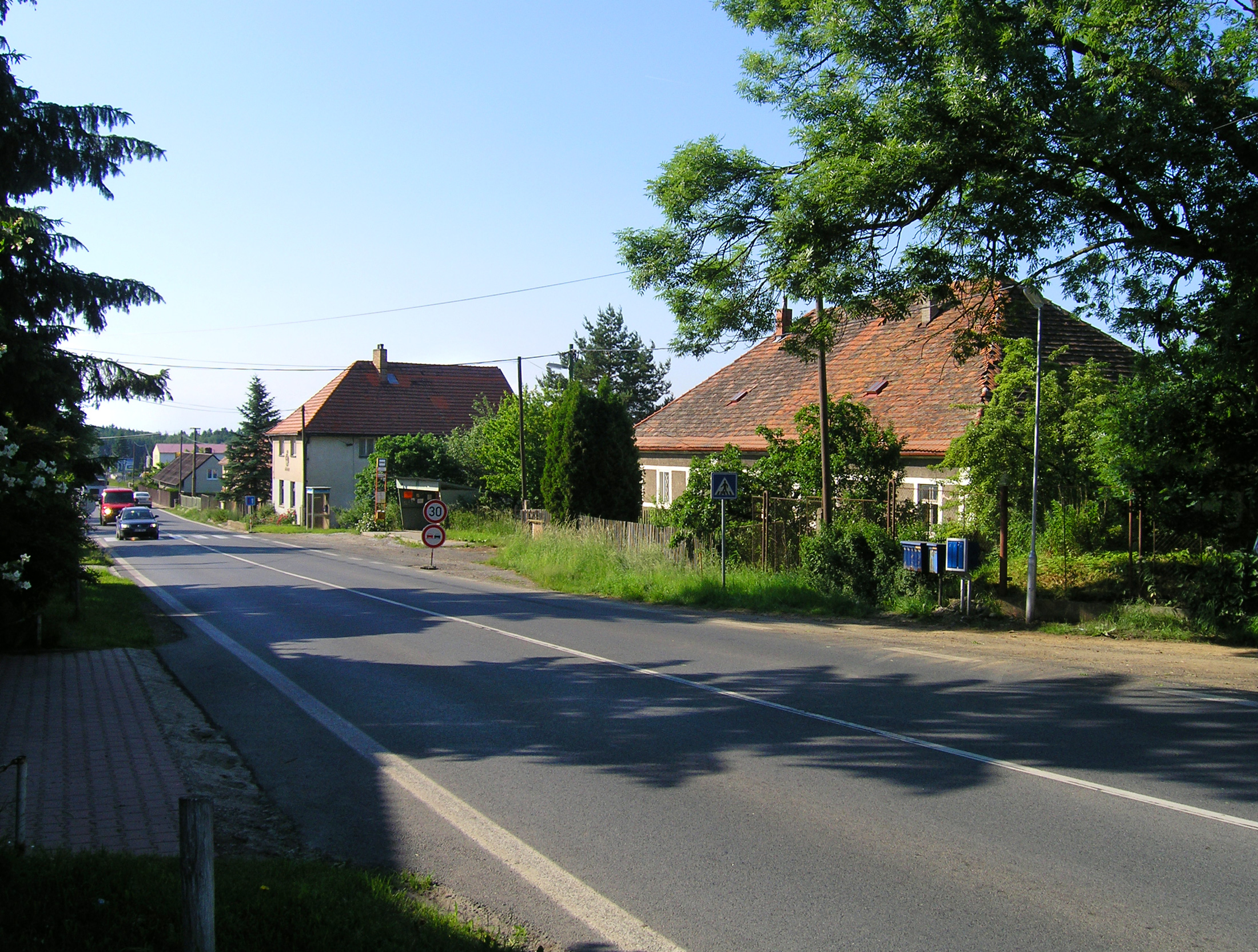